# Irwin Ávalos
Irwin Ávalos (Durango, 12 giugno 1991) è un cestista messicano.

## Carriera
Con il Messico ha disputato due edizioni dei Campionati americani (2017, 2022).